# František Pelcner
František Pelcner (4. září 1909, Praha – 16. března 1985) byl český fotbalista, československý reprezentant.

## Sportovní kariéra
Za československou reprezentaci odehrál 3 utkání a vstřelil v nich 3 góly (všechny tři Polsku, ovšem ve dvou různých zápasech). Dvojnásobný mistr Československa, a to v letech 1932 a 1936, vždy se Spartou Praha. Odehrál ve Spartě 99 ligových zápasů zpravidla na pravém křídle a vstřelil v nich 40 branek. Kromě Sparty, kde hrál v letech 1932 až 1937, byl hráčem i za SK Libeň a Čechii Karlín.